# Lijst van voetbalinterlands Ghana - Tunesië
Deze lijst van voetbalinterlands is een overzicht van alle officiële voetbalwedstrijden tussen de nationale teams van Ghana en Tunesië. De landen hebben tot op heden zestien keer tegen elkaar gespeeld. De eerste ontmoeting was een groepswedstrijd tijdens de Afrika Cup 1963 op 24 november 1963 in Accra. Het laatste duel, een achtste finale tijdens de Afrika Cup 2019, werd gespeeld op 8 juli 2019 in Ismaïlia (Egypte).

## Wedstrijden
| №  | Plaats         | Datum            | Competitie        | Wedstrijd       | Uitslag |
| -- | -------------- | ---------------- | ----------------- | --------------- | ------- |
| 1  | Accra          | 24 november 1963 | Afrika Cup 1963   | Ghana − Tunesië | 1 − 1   |
| 2  | Tunis          | 21 november 1965 | Afrika Cup 1965   | Tunesië − Ghana | 2 − 3   |
| 3  | Accra          | 14 maart 1978    | Afrika Cup 1978   | Ghana − Tunesië | 1 − 0   |
| 4  | Accra          | 27 januari 1980  | Vriendschappelijk | Ghana − Tunesië | 4 − 1   |
| 5  | Tripoli        | 12 maart 1982    | Afrika Cup 1982   | Ghana − Tunesië | 1 − 0   |
| 6  | Abidjan        | 1 januari 1985   | Vriendschappelijk | Ghana − Tunesië | 0 − 2   |
| 7  | Accra          | 31 december 1993 | Vriendschappelijk | Ghana − Tunesië | 2 − 1   |
| 8  | Port Elizabeth | 19 januari 1996  | Afrika Cup 1996   | Ghana − Tunesië | 2 − 1   |
| 9  | Ouagadougou    | 9 februari 1998  | Afrika Cup 1998   | Ghana − Tunesië | 2 − 0   |
| 10 | Sfax           | 22 december 1999 | Vriendschappelijk | Tunesië − Ghana | 2 − 0   |
| 11 | Radès          | 27 maart 2003    | Vriendschappelijk | Tunesië − Ghana | 2 − 2   |
| 12 | Radès          | 15 januari 2006  | Vriendschappelijk | Tunesië − Ghana | 2 − 0   |
| 13 | Accra          | 19 november 2008 | Vriendschappelijk | Ghana − Tunesië | 0 − 0   |
| 14 | Franceville    | 5 februari 2012  | Afrika Cup 2012   | Ghana − Tunesië | 2 − 1   |
| 15 | Abu Dhabi      | 13 januari 2013  | Vriendschappelijk | Ghana − Tunesië | 4 − 2   |
| 16 | Ismaïlia       | 8 juli 2019      | Afrika Cup 2019   | Ghana − Tunesië | 1 − 1   |

## Samenvatting
| Competitie        | Totaal gespeeld | Winst Ghana | Gelijk | Winst Tunesië | Doelsaldo Ghana – Tunesië |
| ----------------- | --------------- | ----------- | ------ | ------------- | ------------------------- |
| Afrika Cup        | 8               | 6           | 2      | 0             | 13 − 6                    |
| Vriendschappelijk | 8               | 3           | 2      | 3             | 12 − 12                   |
| Totaal            | 16              | 9           | 4      | 3             | 25 − 18                   |

## Details

### Eerste ontmoeting
| Finale Afrika Cup 1963 (Accra, Ghana, 24 november 1963): |       |                          |
| Ghana                                                    | 1 – 1 | Tunesië                  |
| Wilberforce Mfum 9'                                      | goals | 36' Mohamed Salah Jedidi |

### Tweede ontmoeting
| Finale Afrika Cup 1965 (Tunis, Tunesië, Stade Chedli Zouiten, 21 november 1965):                                                                            |              | |
| Ghana | 3 – 2 (nv)   | Tunesië |
| Frank Odoi 37' Osei Kofi 79' Frank Odoi 96' | goals        | 47' Abdelmajid Chetali 67' Tahar Chaïbi |
| Charles Kumi Gyamfi | bondscoach   | Mokhtar Ben Nacef |
| John Bortey Naawu Ben Kusi Charles Addo Odametey Sam Acquah Willie Evans Kwame Nti Eric Oman Mensah Osei Kofi Cecil Jones Attuquayefio Kofi Pare Frank Odoi | opstellingen | Sadok Sassi 'Attouga' Mahfoudh Benzarti Ahmed Lamine Mohsen Habacha Hédi Douiri Moncef Ajel Aleya Sassi Rachid Gribaâ (Abdelwahab Lahmar) Abdelmajid Chetali Tahar Chaïbi Mohammed Salah Jedidi |

Ghana werd voor de tweede keer kampioen van Afrika.
GFA · A-internationals · Selecties ·  Bondscoaches · Ghanees vrouwenelftal · Ghana U21 · Ghana U20 · Ghana U19 · Ghana U18 · Ghana U17
1950 – 1959 ·
1960 – 1969 ·
1970 – 1979 ·
1980 – 1989 ·
1990 – 1999 ·
2000 – 2009 ·
2010 – 2019 ·
2020 − 2029
WK 2006 ·
WK 2010 · 
WK 2014
OS 1964 · 
OS 1968 · 
OS 1972 · 
OS 1976 · 
OS 1992 · 
OS 1996 ·
OS 2004
1950 · 
1951 · 
1952 · 
1953 · 
1954 · 
1955 · 
1956 · 
1957 · 
1958 · 
1959 · 
1960 · 
1961 · 
1962 · 
1963 · 
1964 · 
1965 · 
1966 · 
1967 · 
1968 · 
1969 · 
1970 · 
1971 · 
1972 · 
1973 · 
1974 · 
1975 · 
1976 · 
1977 · 
1978 · 
1979 · 
1980 · 
1981 · 
1982 · 
1983 · 
1984 · 
1985 · 
1986 · 
1987 · 
1988 · 
1989 · 
1990 · 
1991 · 
1992 · 
1993 · 
1994 · 
1995 · 
1996 · 
1997 · 
1998 · 
1999 · 
2000 · 
2001 · 
2002 · 
2003 · 
2004 · 
2005 · 
2006 · 
2007 · 
2008 · 
2009 · 
2010 · 
2011 · 
2012 · 
2013 ·
2014 ·
2015 ·
2016 ·
2017 ·
2018 ·
2019 ·
2020 ·
2021 ·
2022 ·
2023
Algerije ·
Angola ·
Argentinië ·
Australië ·
Benin ·
Bosnië en Herzegovina ·
Botswana ·
Brazilië ·
Burkina Faso ·
Burundi ·
Canada ·
Centraal-Afrikaanse Republiek ·
Chili ·
China ·
Comoren ·
Congo-Brazzaville ·
Congo-Kinshasa ·
Cuba ·
DDR ·
Denemarken ·
Duitsland ·
Egypte ·
Engeland ·
Equatoriaal-Guinea ·
Eritrea ·
Ethiopië ·
Gabon ·
Gambia ·
Griekenland ·
Guinee ·
Guinee-Bissau ·
IJsland ·
India ·
Indonesië ·
Irak ·
Iran ·
Italië ·
Ivoorkust ·
Jamaica ·
Japan ·
Joegoslavië ·
Kaapverdië ·
Kameroen ·
Kenia ·
Lesotho ·
Letland ·
Liberia ·
Libië ·
Madagaskar ·
Malawi ·
Maleisië ·
Mali ·
Marokko ·
Mauritius ·
Mexico ·
Montenegro · 
Mozambique ·
Namibië ·
Nederland ·
Nicaragua ·
Nieuw-Zeeland ·
Niger ·
Nigeria ·
Noorwegen ·
Oeganda ·
Oostenrijk ·
Portugal ·
Qatar ·
Rusland ·
Rwanda ·
Saoedi-Arabië ·
Sao Tomé en Principe ·
Senegal ·
Servië ·
Sierra Leone ·
Singapore ·
Slovenië ·
Soedan ·
Somalië ·
Swaziland ·
Tanzania ·
Thailand ·
Togo ·
Tsjaad ·
Tsjechië ·
Tunesië ·
Turkije ·
Uruguay ·
Verenigde Staten ·
Zambia ·
Zimbabwe ·
Zuid-Afrika ·
Zuid-Korea ·
Zwitserland
Brazilië (2006) · 
Duitsland (2014) ·
Italië (2006) · 
Ivoorkust (2015) · 
Portugal (2014) ·
Servië (2010) · 
Tsjechië (2006) · 
Verenigde Staten (2006) · 
Verenigde Staten (2014)
FTF · A-internationals · Selecties · Bondscoaches · Tunesisch vrouwenelftal · Olympisch elftal · Tunesië U21 · Tunesië U20 · Tunesië U19 · Tunesië U18 · Tunesië U17
1950 – 1959 · 
1960 – 1969 · 
1970 – 1979 · 
1980 – 1989 · 
1990 – 1999 · 
2000 – 2009 · 
2010 – 2019 ·
2020 − 2029
WK 1978 · 
WK 1998 · 
WK 2002 · 
WK 2006 · 
WK 2018
OS 1960 · 
OS 1988 · 
OS 1996 · 
OS 2004
1957 · 
1958 · 
1959 · 
1960 · 
1961 · 
1962 · 
1963 · 
1964 · 
1965 · 
1966 · 
1967 · 
1968 · 
1969 · 
1970 · 
1971 · 
1972 · 
1973 · 
1974 · 
1975 · 
1976 · 
1977 · 
1978 · 
1979 · 
1980 · 
1981 · 
1982 · 
1983 · 
1984 · 
1985 · 
1986 · 
1987 · 
1988 · 
1989 · 
1990 · 
1991 · 
1992 · 
1993 · 
1994 · 
1995 · 
1996 · 
1997 · 
1998 · 
1999 · 
2000 · 
2001 · 
2002 · 
2003 · 
2004 · 
2005 · 
2006 · 
2007 · 
2008 · 
2009 · 
2010 · 
2011 · 
2012 · 
2013 · 
2014 · 
2015 · 
2016 ·
2017 ·
2018 ·
2019 ·
2020 ·
2021 ·
2022 ·
2023 ·
2024
Algerije ·
Angola ·
Argentinië ·
Australië ·
Bahrein ·
België ·
Benin ·
Bosnië en Herzegovina ·
Botswana ·
Brazilië ·
Bulgarije ·
Burkina Faso ·
Burundi ·
Canada ·
Centraal-Afrikaanse Republiek ·
Chili ·
China ·
Colombia ·
Comoren ·
Congo-Brazzaville ·
Congo-Kinshasa ·
Costa Rica ·
Denemarken ·
Djibouti ·
Duitse Democratische Republiek ·
Duitsland ·
Egypte ·
Engeland ·
Equatoriaal-Guinea ·
Ethiopië ·
Finland ·
Frankrijk ·
Gabon ·
Gambia ·
Georgië ·
Ghana ·
Guinee ·
Ierland ·
IJsland ·
Irak ·
Iran ·
Italië ·
Ivoorkust ·
Japan ·
Joegoslavië ·
Jordanië ·
Kaapverdië ·
Kameroen ·
Kenia ·
Koeweit ·
Kroatië ·
Letland ·
Libanon ·
Liberia ·
Libië ·
Madagaskar ·
Malawi ·
Mali ·
Malta ·
Marokko ·
Mauritanië ·
Mauritius ·
Mexico ·
Mozambique ·
Namibië ·
Nederland ·
Nieuw-Zeeland ·
Niger ·
Nigeria ·
Noorwegen ·
Oeganda ·
Oekraïne ·
Oman ·
Oostenrijk ·
Panama ·
Peru ·
Polen ·
Portugal ·
Qatar ·
Roemenië ·
Rusland ·
Rwanda ·
Saoedi-Arabië ·
Sao Tomé en Principe ·
Senegal ·
Servië en Montenegro ·
Seychellen ·
Sierra Leone ·
Slovenië ·
Soedan ·
Somalië ·
Sovjet-Unie ·
Spanje ·
Swaziland ·
Syrië ·
Tanzania ·
Togo ·
Tsjaad ·
Turkije ·
Uruguay ·
Verenigde Arabische Emiraten ·
Verenigde Staten ·
Wales ·
Wit-Rusland ·
Zambia ·
Zimbabwe ·
Zuid-Afrika ·
Zuid-Jemen ·
Zuid-Korea ·
Zweden ·
Zwitserland
België (2018) ·
Engeland (2018) ·
Oekraïne (2006) ·
Panama (2018) ·
Saoedi-Arabië (2006) · 
Spanje (2006)